# Смирнов, Максим Иванович
Максим Иванович Смирнов (22 августа 1927—2003) — советский и российский художник-декоративно-прикладного искусства, специалист богородской резьбы. Член Союза художников СССР (1975). Заслуженный художник РСФСР (1967). Народный художник РСФСР (1991).

## Биография
Родился 22 августа 1927 года в селе Троицк Мордовской АССР.
С 1944 года призван в ряды РККА, участник Великой Отечественной войны и советско-японской войны.
С 1954 по 1959 года обучался в Московском художественно-промышленном училище имени М. И. Калинина. С 1959 года — художник-богородской резьбы экспериментальной творческой группы Богородской фабрики художественной резьбы.
Смирнов был участником республиканских, всероссийских, всесоюзных и международных художественных выставок. Всесоюзные: 1983 год — выставка «Художники — народу», 1990 год — выставка «45 лет Победы в Великой Отечественной войне»; Всероссийские: 1985 год — выставка «Мир отстояли, мир сохраним», 1997 год — выставка «Художники России — Москве»; Республиканские: 1960, 1965, 1968, 1970, 1975, 1980, 1985 и 1991 годах выставка «Советская Россия», 1963 год — выставка прикладной графики, 1972 год — азербайджанская выставка посвящённая декаде литературы и искусства РСФСР, 1973 год — выставка массовых видов художественных изделий предприятий РСФСР, 1977 год — выставка произведений художников РСФСР «60 лет Великого Октября», 1981, 1983 и 1987 годах — выставка «По родной стране», 1987 год — выставка «Художник и время». С 1959 по 1971 годы был участником международных художественных выставок в таких странах как: ГДР, Канада, Польша, Румыния, Великобритания, Турция и Япония.
Основные художественные произведения: скульптуры — «Вежливый медвежонок», «Емеля с медведем», «Перестарался», «Мишка-трубочист», «Рационализатор», «Напроказничал», «Демьянова уха», «Автоматическая стыковка», «Кто сильнее?», «На вечеринке», «Светофор», «Декрет о земле», «Рыболовы», «Колитесь дрова сами», «Первые шаги», «Бабушка с козленком», «Дедка с репкой», «Зимняя прогулка», «Мишка-полотер», «Лампочка Ильича», «Лиха беда — начало», «Народные умельцы», «Мужик с медведем пашет», «Труд на пользу», «Стукни, Мишка!»‚ «Да, были годы боевые», «Клин-клином», «Богородская поэма», «Дудари», «Ход конем», «Эхо войны», «Неизвестному солдату», «Орленок», «Хенде хох», «Наставник и ученик», «Домашний урок», «Конная рать на Куликовом поле» «От сохи до космоса»,
«Дружно — не грузно», «Вырой колодец, посади дерево и вырасти сына» и «И такое бывает».
С 1975 года являлся членом Союза художников СССР. Помимо основной деятельности с 1971 по 1973 годы избирался депутатом Выпуковского сельсовета Загорского района Московской области.
В 1983 году Указом Президиума Верховного Совета РСФСР Смирнову было присвоено почётное звание — Заслуженный художник РСФСР, в 1991 году — Народный художник РСФСР.
Умер в 2003 году в Москве.

## Награды
- Орден Отечественной войны II степени (6.04.1985[4])
- Орден Трудового Красного Знамени
- Медаль «За победу над Японией»

### Звания
- Народный художник РСФСР (1991 — «за большие заслуги в области искусства»)
- Заслуженный деятель искусств РСФСР (1983)